# Dictyonella dasyphylla
Dictyonella dasyphylla är en svampdjursart som beskrevs av de Laubenfels 1954. Dictyonella dasyphylla ingår i släktet Dictyonella och familjen Dictyonellidae.
Artens utbredningsområde är havet kring Palau. Inga underarter finns listade i Catalogue of Life.